# Lista Macierewicza
Lista Macierewicza – dwie listy przygotowane w MSW w związku z realizacją uchwały lustracyjnej Sejmu z 28 maja 1992 r.

## Zawartość list

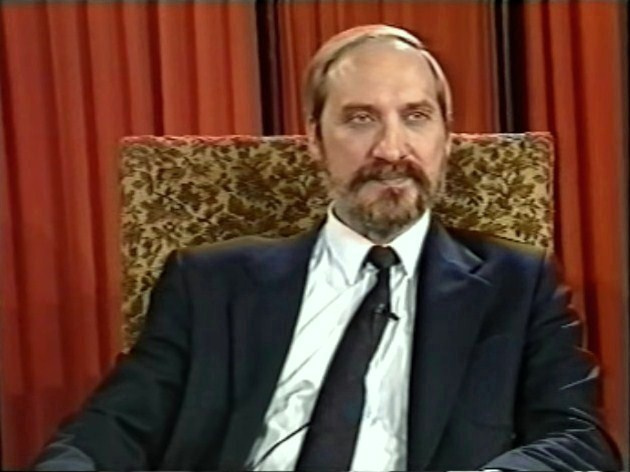
Antoni Macierewicz

4 czerwca 1992 o godzinie 10:00 minister spraw wewnętrznych Antoni Macierewicz doręczył Konwentowi Seniorów Sejmu RP listę nazwisk 64 członków rządu (w tym: szefa doradców premiera, dwóch konstytucyjnych ministrów oraz 6 wiceministrów), posłów i senatorów (niemal ze wszystkich klubów sejmowych), którzy – wg zachowanych zapisów archiwalnych z czasów PRL – byli ewidencjonowani przez UB/SB jako ich tajni współpracownicy.
Dodatkowa lista, zawierająca dane dotyczące 2 osób o szczególnym znaczeniu dla bezpieczeństwa państwa (chodziło o ówczesnego prezydenta RP Lecha Wałęsę oraz ówczesnego marszałka Sejmu Wiesława Chrzanowskiego) została przesłana prezydentowi, premierowi, marszałkom Sejmu i Senatu, Pierwszemu Prezesowi Sądu Najwyższego oraz prezesowi Trybunału Konstytucyjnego.
Listy te nie stanowiły precyzyjnego wykonania uchwały Sejmu, gdyż nie zawierały nazwisk wojewodów. Przede wszystkim jednak Sejm domagał się listy agentów, a otrzymał listę osób, które UB/SB ewidencjonowały jako agentów.
Nazwiska polityków z obu list w ciągu kilku godzin przedostały się do dziennikarzy, ale tylko nieliczne tytuły prasowe je opublikowały. Pierwszą gazetą, która się na to zdecydowała był tygodnik „TAK”, a następnie powołując się na Tygodnik TAK 11 lipca 1992 roku opublikował ją tygodnik „Najwyższy Czas!”. Obie listy zostały utożsamione z listą agentów, a ich ujawnienie spowodowało gwałtowną reakcję elity politycznej.
Opracowywaniem listy zajmował się Piotr Woyciechowski, w 1992 kierownik Wydziału Studiów Gabinetu ministra spraw wewnętrznych.

## Odwołanie rządu Jana Olszewskiego
W Sejmie znajdował się już wniosek Unii Demokratycznej, Kongresu Liberalno-Demokratycznego i Polskiego Programu Gospodarczego (tzw. małej koalicji), złożony 29 maja 1992, o wotum nieufności dla gabinetu Jana Olszewskiego. Klub parlamentarny UD podjął decyzję o wystąpieniu z wnioskiem o odwołanie rządu już 24 maja 1992, krytykując nieudolną politykę gospodarczą rządu. Gabinet ten praktycznie od chwili powstania nie dysponował większością głosów w Sejmie.
W związku ze sposobem wykonania uchwały lustracyjnej przez Antoniego Macierewicza prezydent Lech Wałęsa przesłał do Sejmu wniosek o natychmiastowe odwołanie premiera i rządu. Wieczorem Lech Wałęsa przybył do Sejmu.
W Sejmie rozpoczęła się burzliwa debata dotycząca odwołania rządu. Poseł Adam Słomka z Konfederacji Polski Niepodległej zarzucił premierowi i ministrowi spraw wewnętrznych, że wykorzystali uchwałę lustracyjną Sejmu w trakcie rozmów nad poszerzeniem koalicji do uzyskania głosów KPN poprzez zmianę władz statutowych co było nie tylko politycznie obrzydliwe, ale moralnie niegodziwe.
Nocą z 4 na 5 czerwca premier Jan Olszewski w obu programach TVP przedstawił odwołanie rządu jako zmowę agentów SB/UB – Dawni współpracownicy komunistycznej policji politycznej mogą być zagrożeniem dla bezpieczeństwa wolnej Polski. Naród powinien wiedzieć, że nieprzypadkowo właśnie w chwili, kiedy możemy oderwać się ostatecznie od komunistycznych powiązań, stawia się nagły wniosek o odwołanie rządu.
Trzy kwadranse po północy 5 czerwca Sejm wyraźną większością głosów uchwalił wotum nieufności wobec rządu. Za wnioskiem głosowało 273 posłów, przeciw 119, zaś 33 wstrzymało się od głosu.
Wydarzenia z 4 i 5 czerwca 1992 roku nierozerwalnie związane z „listą Macierewicza” często określa się mianem nocy teczek. Jako obronę agentury przed ujawnieniem i jej ogromne wpływy w Polsce ukazuje je film Jacka Kurskiego pt. Nocna zmiana. Część publicystów mówi o „irytującej legendzie marnego rządu”.

## Orzeczenie Trybunału Konstytucyjnego
Trybunał Konstytucyjny w Orzeczeniu z dnia 19 czerwca 1992 r., sygn. akt U 6/92 (OTK 1992, poz. 13) stwierdził niezgodność „uchwały lustracyjnej” z:
- art. 1 Konstytucji Rzeczypospolitej Polskiej z 1952 r. (w ujęciu z 1992 r.) przez naruszenie zasady demokratycznego państwa prawnego, a w szczególności przez niezapewnienie ochrony praw osoby ludzkiej i dopuszczenie do naruszenia jej godności, powodując tym samym niezgodność z art. 23 Ustawy z dnia 23 kwietnia 1964 r. – Kodeks cywilny (Dz.U. z 2022 r. poz. 1360) i art. 17 Międzynarodowego Paktu Praw Obywatelskich i Politycznych, otwartego do podpisu w Nowym Jorku dnia 19 grudnia 1966 r. (Dz.U. z 1977 r. nr 38, poz. 167),
- art. 1, art. 2 zdanie pierwsze oraz art. 23 ust. 4 Konstytucji Rzeczypospolitej Polskiej przez naruszenie zasady demokratycznego państwa prawnego, i zasady demokracji przedstawicielskiej,
- art. 3 Konstytucji Rzeczypospolitej Polskiej przez nałożenie na Ministra Spraw Wewnętrznych w drodze pozaustawowej obowiązku wkroczenia w sferę praw obywateli, a nadto przez nałożenie na Ministra Spraw Wewnętrznych obowiązku działania naruszającego obowiązujące ustawy,
- art. 12 Ustawy z dnia 6 kwietnia 1990 r. o Urzędzie Ochrony Państwa (Dz.U. z 1990 r. nr 30, poz. 180) oraz art. 21 Ustawy z dnia 6 kwietnia 1990 r. o Policji (Dz.U. z 1990 r. nr 30, poz. 179) przez nałożenie na Ministra Spraw Wewnętrznych w drodze uchwały obowiązku udzielania informacji, o których mowa w tych przepisach,
- art. 5 Ustawy z dnia 14 grudnia 1982 r. o ochronie tajemnicy państwowej i służbowej (Dz.U. z 1982 r. nr 40, poz. 271 z późn. zm.) przez stworzenie Ministrowi Spraw Wewnętrznych pozaustawowej podstawy kompetencyjnej zwalniającej go z obowiązku przestrzegania ustawy.

Stosowanie uchwały zawieszono na mocy Obwieszczenia Prezesa Trybunału Konstytucyjnego z dnia 19 czerwca 1992 r. o zawieszeniu stosowania uchwały Sejmu Rzeczypospolitej Polskiej z dnia 28 maja 1992 r. (M.P. z 1992 r. nr 20, poz. 157) z dniem 19 czerwca 1992 r., zaś Obwieszczeniem Prezesa Trybunału Konstytucyjnego z dnia 20 października 1992 r. o utracie mocy obowiązującej uchwały Sejmu Rzeczypospolitej Polskiej z dnia 28 maja 1992 r. (M.P. z 1992 r. nr 34, poz. 245) uchylono ją 20 października 1992 r.
W późniejszym okresie, spośród osób z listy, do podpisania deklaracji o współpracy ze służbami specjalnymi PRL przyznał się Michał Boni oraz Andrzej Olechowski.
Sąd lustracyjny oczyścił z zarzutu współpracy m.in. Wiesława Chrzanowskiego, Tadeusza Lasockiego, Grażynę Staniszewską, Jerzego Jaskiernię czy Włodzimierza Cimoszewicza. Sąd lustracyjny uznał także za prawdziwe oświadczenie Lecha Wałęsy, który zaprzeczył współpracy.
Proces autolustracyjny Leszka Moczulskiego, toczący się od 1999, zakończył się w 2018 umorzeniem postępowania z uwagi na cofnięcie przez niego wniosku.